# Trækteori
Trækteori (efter engelsk: trait theory) er en retning indenfor personlighedspsykologien, der beskæftiger sig med personlighedstræk – dvs. vedvarende karakteristika ved en persons adfærd, såsom udadvendthed, pligtopfyldenhed, dominans, m.v.
Navnet indbyder til den misforståelse, at der er tale om én bestemt teori, men der er i virkeligheden tale om et felt af teorier. Fællesnævneren er den idé, at personligheden overvejende defineres af personlighedstræk, og skal udforskes ved hjælp af personlighedstræk. Derved adskiller feltet sig fra andre personlighedspsykologiske retninger (f.eks. Freuds psykoanalyse), som definerer personligheden på andre måder og lægger vægt på andre forklaringer.
Trækteori ser det som sin opgave at identificere, klassificere og (i et vist omfang) forklare de personlighedstræk, der findes. Gennem de sidste 20-30 år har feltet været domineret af en bestemt trækteori: "big five" eller "fem-faktormodellen", som udpeger fem grundlæggende personlighedstræk (se herunder).
Den praktiske metode til at bestemme hvor en person 'placerer sig' på forskellige personlighedstræk (f.eks. hvor vedkommende ligger på en skala fra indadvendthed til udadvendthed) er personlighedstest.

## Fem-faktormodellen
Paul T. Costa, Jr. og Robert R. McCrae er ophavsmændene bag det måske mest berømte forsøg på at gøre dette. Deres fem-faktor model (eller the big five) er netop et bud på dette, og går ud på, at et hvert individ rangerer forskelligt, når det gælder fem karaktertræk. Hvert af disse træk kan yderligere deles op i seks "facetter": 
1. Neuroticisme: Bekymret versus rolig. Dette personlighedstræk afspejler, hvordan man erfarer negative tanker og følelser. Person med høj score er tilbøjelig til usikkerhed, uro og grublen. Person med lav score er mere afslappet, mindre følelsesladet og mindre tilbøjelig til uro og ubalance. Neuroticisme er den del af personligheden, som er stærkest forbundet med udvikling af psykisk sygdom, især depression og angst. Høj grad af neuroticisme giver større sandsynlighed for demens og tidligere død. Neuroticisme kan deles op i de fem punkter angst, fjendtlighed, depression, dårlig impulskontrol (som påfører personen anger), og dertil selvbevidsthed, som i denne forbindelse handler om generthed, skam og negativt fokus på sig selv i sociale sammenhænge. Disse personer er meget følsomme for kritik, og føler sig hurtigt utilpasse og mindreværdige. [2]
2. Udadvendthed: Indadvendt versus udadvendt. Dette træk afspejler, om man tiltrækkes af selskabelige situationer, og hvordan man opfører sig i dem. Udadvendte er energiske og opsøger kontakt med andre, og denne kontakt tilfører dem energi. Indadvendte er mere stille og tilbageholdne, og for megen kontakt med andre trætter dem.
3. Åbenhed: Konventionel versus original. Dette træk afspejler et åbent sind og interesse for kultur. Høj score viser til fantasi, kreativ evne og åbenhed overfor nye erfaringer. Personer med lav score er mere jordnære og praktiske, med mindre interesse for kunst og kultur.
4. Venlighed (engelsk: agreeableness): Irritabel versus godmodig. Dette træk afspejler personens samspil med andre. Den, der scorer højt på venlighed, er ret tillidsfuld og samarbejdsvillig. Lav score betyder mere aggression og mindre samarbejdsvilje.
5. Samvittighedsfuldhed (engelsk: conscientiousness): Upålidelig versus trofast. Dette træk afspejler, hvor organiseret og planmæssig man er i at forfølge sine mål. Høj score viser en metodisk, velorganiseret og pligtopfyldende holdning. Lav score viser manglende målrettethed, mindre omhu og fokus, samt en tilbøjelighed til at distraheres fra opgaver.

Der er udviklet et spørgeskema/test (NEO PI-R) der estimerer disse fem faktorer, og i dette spørgeskema er hver af disse fem faktorer yderligere opdelt i 6 såkaldte "facetter".
Spørgeskemaet bruges indenfor forskning og som et erhvervspsykologiske værktøj f.eks. i forbindelse med ansættelser. En gratis engelsk version findes på net,  og der foreligger også en dansk version. 
Psykologen R.B. Cattell argumenterede i 1940'erne for 16 overordnede faktorer, mens H.J. Eysenck mente, at tre faktorer er fyldestgørende. 

## Cloninger's "Temperament and Character Inventory"
En andet spørgeskema er udviklet af C. Robert Cloninger: Temperament and Character Inventory (TCI), der er en viderudvilking af hans tidligere Tridimensional Questionnaire (TPQ). TCI har syv personlighedsdimensioner med betegnelserne nysgerrighed (engelsk: novelty seeking), skadeundvigelse (harm avoidance), belønningsafhængighed (reward dependence), vedholdenhed (persistence), selfdirectedness, samarbejdsvillighed (coorperativeness) og self-transcendence.
De fire første dimensioner benævnes "temperamenttræk", mens de tre sidste er "karaktertræk".
Spørgeskemaet i TCI er på 240 spørgsmål som personen der undergår testen selv udfylder og det findes også i en "godkendt" dansk version fra Afdeling for Psykiatrisk Demografi.

## Henvisning
- NEO Personality Inventory-Revised (NEO PI-R™) Arkiveret 13. februar 2006 hos  Wayback Machine – Produkt-information fra firmaet Psychological Assessment Resources.